# Renault TV
Renault TV war ein französischer Fernsehsender, der sich mit der Automarke Renault beschäftigte.
Ausgestrahlt wurden Reportagen über aktuelle und historische Modelle der Automarke und Renault-Werbung. Renault TV startete 2009 frei T über Astra 1M. Das Programm wurde in englischer und französischer Sprache gesendet.
Für Renault.tv wurde die Sendung Date My Car entwickelt, die später an QIY, ein chinesisches Online-TV-Portal verkauft wurde.
Zum 2. Januar 2013 stellte der Sender sein Programm ein.